# Euglena gracilis
Espèce
Euglena gracilis est une espèce d'algues flagellées, présente dans l'eau et le plus souvent dans l'eau douce. De forme ovale, elle contient un à deux flagelles.
Euglena gracilis est un organisme unicellulaire pouvant être classé dans le règne animal ou végétal[réf. nécessaire], Euglena gracilis est apte à réaliser la photosynthèse oxygénique (autotrophe, soit la production, par un organisme vivant, de matière organique par réduction de matière inorganique), mais également à croître à l’obscurité en mode hétérotrophe (nécessité pour un organisme vivant de se nourrir de constituants organiques préexistants). C'est donc un organisme mixotrophe.
Euglena gracilis Klebs 1883 est un organisme unicellulaire, mobile, muni de 2 flagelles inégaux dont le plus grand assure la locomotion hélicoïdale. De plus, la cellule peut déformer son contour par des mouvements dits de métabolie. Sa surface apparait striée (présence de bandes cuticulaires qui recouvre et protège les organes aériens des végétaux).
Cosmopolite, on peut la trouver dans des eaux propres mais le plus souvent dans des eaux polluées par de la matière organique. Mixotrophe facultatif avec dominance du mode hétérotrophe, il peut se multiplier en pure autotrophie ou à l’obscurité en hétérotrophie en présence de nutriments organiques. Dans ce dernier cas, on observe une régression des chloroplastes (organelle présent dans les cellules eucaryotes photosynthétiques (plantes, algues) et sensibles à la lumière) disparition des pigments photosynthétiques et décoloration de la cellule.
À la lumière, la présence des chlorophylles a et b, caractéristiques des lignées algales « vertes », indique que cette espèce a acquis la capacité d’autotrophie par une endosymbiose (coopération mutuellement bénéfique entre deux organismes vivants) secondaire. La multiplication s’effectue par fission binaire (= scission longitudinale).
La culture in vitro confirme la grande souplesse d’adaptation d’E. gracilis : croissance à des pH inférieurs à 2, temps de génération quasi identique pour des pH entre 4 et 9 (moins de 11 heures en mode mixotrophe), faculté d’utiliser de nombreux substrats organiques comme source de carbone et/ou d’azote, grande résistance à des concentrations élevées en métaux lourds. E. gracilis peut se révéler un bon candidat pour la production de biocarburants, moins performant par exemple que Botryococcus braunii pour ses teneurs en lipides, mais bien plus rapide pour ses temps de doublement.
Le 20 décembre 2018, l’entreprise Kemin Foods L.C. fait la demande qu'Euglena gracilis  soit reconnu comme Novel Food. C’est le 25 mars 2020 que L’EFSA (European Food Safety Authority) autorise la mise sur le marché européen d'Euglena gracilis en tant que Novel food. Le groupe scientifique considère que les cellules entières séchées d'Euglena gracilis, sont sans danger pour les utilisations proposées. Euglena gracilis est proposé en tant que complément alimentaire pour le contrôle du poids et en tant qu'ingrédient alimentaire ajouté à des produits tels que des barres protéinées, des produits laitiers, des jus de fruits ou des boissons substituts de repas.

## Liste des formes et variétés
Selon NCBI (27 février 2019) :
- variété Euglena gracilis var. bacillaris
- variété Euglena gracilis var. saccharophila Pringsheim 1955

Selon World Register of Marine Species (27 février 2019) :
- variété Euglena gracilis var. acuticauda Z.X.Shi, 1999
- forme Euglena gracilis f. hiemalis (Matvienko) Popova, 1966